# Сафіє Айла
Сафіє Айла (14 липня 1907, Константинополь, Османська імперія — 14 січня 1998, Стамбул, Туреччина) — турецька співачка, одна з найвідоміших виконавиць турецької класичної музики.

## Життєпис
Народилася 14 липня 1907 року в Стамбулі. Батько Сафіє Мисирли Ніджазізаде-хафіз Абдуллах-бей Єгипетський помер ще до її народження. Мати Сафіє померла, коли дівчинці було три роки. Після цього Сафіє Айла віддали до притулку, розташованого в Бебеку. Там вона здобула початкову освіту. Потім закінчила педагогічний ліцей у Бурсі, після чого недовгий час працювала вчителькою.
Навчалася гри на піаніно. Її викладачем був Мустафа Сінар, одночасно з цим почала співати в казино.
Працювала з Єсаром Асим Арсоєм, Хафізом Ахмет Ірсоєм, Селахаттіном Пинаром, Садеттіном Кайнаком і Уді Неврес Беєм. 1932 року Сафіє Айла виступила перед Ататюрком і стала однією з його улюблених співачок.
1950 року вона одружилася з Шерифом Мухіддіном Тарганом. Пісні Сафіє Айли часто передавали по радіо, вона записала більш як 500 платівок.
Сафіє Айла, Мюзейєн Сенар і Хамієт Юджесес відомі в Туреччині як «Üç Dev Çınar» (три великі яворини).
Сафіє Айла померла 14 січня 1998 року в Стамбулі. Похована на кладовищі Зінджірлікую.
Ім'ям Сафіє Айли названо пісенний конкурс для молодих виконавців.